# Condé-sur-Iton
Condé-sur-Iton település Franciaországban, Eure megyében. Lakosainak száma 887 fő (2015). Condé-sur-Iton Breteuil, Dame-Marie, Gouville és Roman községekkel határos.

## Népesség
A település népességének változása:
| Lakosok száma | 503  | 501  | 536  | 628  | 636  | 755  | 872  | 897  | 887  |
|               | 1962 | 1968 | 1975 | 1982 | 1990 | 1999 | 2008 | 2013 | 2015 |